# Gian Marco Berti
Gian Marco Berti (født 11. november 1982) er en sportsskytte fra San Marino.
Han repræsenterede San Marino under sommer-OL 2020 i Tokyo, hvor han vandt sølv i trap for mixed hold.